# Le Pailly
Le Pailly ist eine französische Gemeinde mit 272 Einwohnern (Stand: 1. Januar 2022) im Département Haute-Marne in der Region Grand Est (vor 2016 Champagne-Ardenne); sie gehört zum Arrondissement Langres und zum Kanton Chalindrey. Die Einwohner werden Paillois und Pailloises genannt.

## Geografie
Le Pailly liegt etwa 45 Kilometer südöstlich von Chaumont. In Le Pailly entspringt das Flüsschen Resaigne. Umgeben wird Le Pailly von den Nachbargemeinden Chalindrey im Norden und Osten, Violot im Südosten, Palaiseul im Süden, Heuilley-le-Grand im Südwesten, Noidant-Chatenoy im Westen sowie Balesmes-sur-Marne im Nordwesten.

## Bevölkerungsentwicklung
| Jahr                       | 1962 | 1968 | 1975 | 1982 | 1990 | 1999 | 2006 | 2011 | 2019 |
| Einwohner                  | 308  | 306  | 336  | 319  | 321  | 269  | 278  | 305  | 276  |
| Quellen: Cassini und INSEE |      |      |      |      |      |      |      |      |      |

## Persönlichkeiten
- Jean-Édouard Lamy (1853–1931), römisch-katholischer Priester, Mystiker und Ordensgründer

## Sehenswürdigkeiten
- Kirche Saint-Jean
- Schloss von Le Pailly, seit 1921 als Monument historique klassifiziert

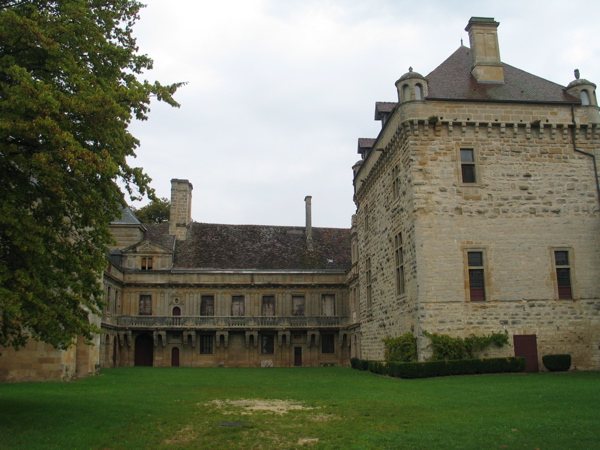
Schloss Le Pailly